# Cole Moretti
Josip Moretti - Cole, slovenski pevec zabavne glasbe, kitarist in zvokovni tehnik, * 11. marec 1959, Kovin (Srbija).
Moretti je zaslovel kot avtor in izvajalec skladbe »Tih deževen dan« s skupino 1X Band. Skladba je zmagala na prireditvi Slovenski izbor za pesem Evrovizije 1993 in zastopala Slovenijo na Pesmi Evrovizije 1993. V 80. letih je bil član skupine Hari Margot, v letih 1999−2003 pa skupine Urša & PR.
Zaposlen je na RTV Slovenija. Od leta 2006 sodeluje s skupino Buldožer.